# Mercedes-Benz MB700
Mercedes-Benz MB700/MB800 — семейство бескапотных среднетоннажных грузовых автомобилей производства Mercedes-Benz в Индонезии. Вытеснено с конвейера семейством Mercedes-Benz Accelo.

## MB700
MB700 комплектуется 4-цилиндровым дизельным двигателем OM364 из Южной Америки. Мощность атмосферной версии составляет 90 л. с., в то время как мощность турбированной версии составляет 122 л. с. Трансмиссия автомобиля испанская, однако кабина взята из Индонезии и внешне напоминает LCV Mercedes-Benz MB100. Передняя ось взята от индийских моделей производства Tata Motors, тогда как задняя ось — американская Rockwell International. Звук двигателя аналогичен Mitsubishi Fuso Canter. Также производилось автобусное шасси MBO700.
Модель поставлялась в Турцию, Индонезию, Африку, Ближний Восток и Новую Зеландию.

## MB800
MB800 отличается от MB700 фарами на бампере, обновлёнными обтекаемой кабиной и интерьером. Полезная нагрузка составляет 5 тонн при массе брутто 8,3 тонны. Также производилось автобусное шасси MBO800. Существовала также полностью односкатная версия MB500 с интерьером от MB700.